# Karel Edzard van Oost-Friesland
Karel Edzard van Oost-Friesland (Aurich, 18 juni 1716 – aldaar, 25 mei 1744) was van 1734 tot aan zijn dood vorst van Oost-Friesland. Hij behoorde tot het huis Cirksena.

## Levensloop
Karel Edzard was het vierde, maar enige overlevende kind van vorst George Albrecht van Oost-Friesland uit diens eerste huwelijk met Christina Louise, dochter van vorst George August Samuel van Nassau-Idstein.
Hij kreeg een zeer strenge en autoritaire opvoeding, in de geest van een intolerante en ascetische vroomheid, die hem geen enkele vrijheid of mogelijkheid tot zelfontwikkeling gaf. Het verloop van de dag was minutieus gepland. Zoals in die tijd de gewoonte was, kreeg hij lessen Romeins recht, middeleeuwse heersersgeschiedenis en Frans. Bovendien kreeg hij ook les over de Bijbel en andere religieuze teksten. Hij genoot echter nooit een militaire opleiding, hoewel hij op zijn tiende tot officier en hoofd van een kleine vorstelijke militie werd benoemd. 
In 1734 overleed zijn vader. Door diens vroege dood had hij niet de mogelijkheid om een studie te volgen of een grand tour te ondernemen. Karel Edzards bewegingsradius bleef beperkt tot zijn eigen domeinen. Hij verbleef voornamelijk aan het hof in Aurich, het jachtslot van Sandhorst en de Borg Berum. Zelfs de grootste stad van Oost-Friesland, Emden, bezocht hij nooit, maar had hij enkel eens van ver gezien.
Kort voor het overlijden van zijn vader arrangeerde zijn stiefmoeder Sophia Carolina van Brandenburg-Bayreuth een huwelijk voor Karel Edzard om het voortbestaan van de dynastie te garanderen. Zij koos Wilhelmina Sophia (1714-1749), de dochter van haar oudste broer George Frederik Karel van Brandenburg-Bayreuth, als bruid en op 25 mei 1734 werd op Borg Berum de bruiloft gevierd. Drie weken later overleed zijn vader aan een beroerte en werd hij, feitelijk zonder voorbereiding, vorst van Oost-Friesland. Omdat er onder zijn vader heel wat conflicten waren tussen de Staten en het vorstenhuis, had Karel Edzard nauwelijks aanzien. Sommige Landsstaten weigerden hem zelfs te huldigen. Het is twijfelachtig of Karel Edzard effectief zijn landerijen beheerde, omdat zijn beslissingen door anderen werden genomen.
Vier dagen nadat zijn echtgenote een miskraam had gehad, brak Karel Edzard op 16 mei 1744 zijn voet in het jachtslot van Sandhorst. De volgende dagen werd zijn medische toestand steeds slechter en uiteindelijk stierf hij op 25 mei tussen 23 uur en middernacht als laatste van zijn geslacht en exact tien jaar na zijn huwelijk. Karel Edzard was slechts 27 jaar oud geworden. Het is nooit duidelijk geworden of hij een natuurlijke dood stierf of vergiftigd werd.
Na zijn dood liet koning Frederik II van Pruisen zijn opvolgingsrecht over Oost-Friesland gelden, zoals geregeld was in de Conventie van Emden. Hij annexeerde Oost-Friesland, op Emden na, zonder weerstand, waarna de Staten op 23 juni 1744 Frederik II huldigden als vorst van Oost-Friesland.